# 46. ročník udílení Oscarů
46. ročník udílení Oscarů se uskutečnil 2. dubna 1974 v Dorothy Chandler Pavilion v Los Angeles.

## Ceny a nominace
Vítězové jsou uvedeni tučně.
| Nejlepší film | Nejlepší režie |
| --- | --- |
| - Podraz – Tony Bill, Julia Phillips, Michael Phillips - Americké graffiti – Francis Ford Coppola - Šepoty a výkřiky – Ingmar Bergman - Vymítač ďábla – William Peter Blatty - Na úrovni – Melvin Frank | - George Roy Hill – Podraz - George Lucas – Americké graffiti - Ingmar Bergman – Šepoty a výkřiky - William Friedkin – Vymítač ďábla - Bernardo Bertolucci – Poslední tango v Paříži                                                                     |
| Nejlepší mužský herecký výkon v hlavní roli | Nejlepší ženský herecký výkon v hlavní roli |
| - Jack Lemmon – Zachraňte tygra - Jack Nicholson –Poslední eskorta - Marlon Brando – Poslední tango v Paříži - Al Pacino – Serpico - Robert Redford – Podraz | - Glenda Jacksonová – Na úrovni - Marsha Masonová – Propustka do půlnoci - Ellen Burstynová – Vymítač ďábla - Joanne Woodwardová – Letní naděje, zimní vzpomínky - Barbra Streisandová – Takoví jsme byli                                                |
| Nejlepší mužský herecký výkon ve vedlejší roli | Nejlepší ženský herecký výkon ve vedlejší roli |
| - John Houseman – Papírová honička - Vincent Gardenia – Bang the Drum Slowly - Jason Miller – Vymítač ďábla - Randy Quaid – Poslední eskorta - Jack Gilford – Zachraňte tygra | - Tatum O'Neal – Papírový měsíc - Candy Clark – Americké graffiti - Linda Blair – Vymítač ďábla - Madeline Kahn – Papírový měsíc - Sylvia Sydney – Letní naděje, zimní vzpomínky                                                                         |
| Nejlepší původní scénář | Nejlepší adaptovaný scénář |
| - Podraz – David S. Ward - Americké graffiti – George Lucas, Gloria Katz a Willard Huyck - Šepoty a výkřiky – Ingmar Bergman - Zachraňte tygra – Steve Shagan - Na úrovni – Melvin Frank a Jack Rose | - Vymítač ďábla – William Peter Blatty - Poslední eskorta – Robert Towne - Papírová honička – James Bridges - Papírový měsíc – Alvin Sargent - Serpico – Waldo Salt a Norman Wexler                                                                      |
| Nejlepší celovečerní dokumentární film | Nejlepší krátký dokumentární film |
| - The Great American Cowboy - Always a New Beginning - Journey to the Outer Limits - Schlacht um Berlin - Walls of Fire | - Princeton: A Search for Answers – Julian Krainin a DeWitt L. Sage, Jr., producenti - Background - Christo's Valley Curtain - Four Stones for Kanemitsu - Paisti ag obair                                                                               |
| Nejlepší krátkometrážní hraný film | Nejlepší krátký animovaný film |
| - The Bolero – Allan Miller, William Fertik - Clockmaker – Richard Gayer - Life Times Nine – Pen Densham a John Watson | - Frank Film – Frank Mouris Prod. – Frank Mouris - The Legend of John Henry – Bosustow-Pyramid Films – Nick Bosustow a David Adams |
| Nejlepší hudba | Nejlepší hudba – adaptace nebo přepracování |
| - Takoví jsme byli – Marvin Hamlisch - Propustka do půlnoci – John Williams - Den delfína – Georges Delerue - Motýlek – Jerry Goldsmith - Na úrovni – John Cameron | - Podraz – adaptoval Marvin Hamlisch - Jesus Christ Superstar – adaptovali André Previn, Herbert W. Spencer a Andrew Lloyd Webber - Tom Sawyer – hudba podle Richarda M. Shermana a Roberta B. Shermana; adaptoval John Williams                         |
| Nejlepší filmová píseň | Nejlepší střih zvuku |
| - „The Way We Were“ — Takoví jsme byli • hudba: Marvin Hamlisch • text: Alan Bergman a Marilyn Bergman - „(You're So) Nice to Be Around“ — Propustka do půlnoci • hudba: John Williams • text: Paul Williams - „Live and Let Die“ — Žít a nechat zemřít • hudba: Paul McCartney a text: Paul McCartney a Linda McCartney - „Love“ — Robin Hood • hudba: George Bruns • text: Floyd Huddleston - „All That Love Went To Waste“ — Na úrovni • hudba: George Barrie • text: Sammy Cahn | - Vymítač ďábla – Robert Knudson a Christopher Newman - Den delfína - Richard Portman a Larry Jost - Papírová honička - Donald O. Mitchell a Larry Jost - Papírový měsíc - Richard Portman a Les Fresholtz - Podraz - Ronald Pierce a Robert R. Bertrand |
| Nejlepší cizojazyčný film | Nejlepší kostýmy |
| - Americká noc – Francie - The House on Chelouche Street – Izrael - L'Invitation – Švýcarsko - The Pedestrian – Spolková republika Německo - Turkish Delight – Nizozemsko | - Podraz – Edit Headová - Šepoty a výkřiky – Marik Vos - Ludwig – Piero Tosi - Tom Sawyer – Don Feld - Takoví jsme byli – Dorothy Jeakins a Moss Mabry                                                                                                   |
| Nejlepší výprava a dekorace | Nejlepší kamera |
| - Podraz – Henry Bumstead a James W. Payne - Bratr Slunce, sestra Luna – Lorenzo Mongiardino, Gianni Quaranta, Carmelo Patrono - Vymítač ďábla – Bill Malley, Jerry Wunderlich - Tom Sawyer – Philip Jefferies, Robert de Vestel - Takoví jsme byli – Stephen Grimes, William Kiernan (posmrtná nominace) | - Šepoty a výkřiky – Sven Nykvist - Vymítač ďábla – Owen Roizman - Racek Jonathan Livingston – Jack Couffer - Podraz – Robert L. Surtees - Takoví jsme byli – Harry Stradling Jr.                                                                        |
| Nejlepší střih | |
| - Podraz—William H. Reynolds - Americké graffiti — Verna Fields, Marcia Lucas - Šakal — Ralph Kemplen - Vymítač ďábla — Jordan Leondopoulos, Bud Smith, Evan Lottman, Norman Gay - Racek Jonathan Livingston — Frank P. Keller, James Galloway | |